# Frank Albert Benford
Frank Albert Benford (Johnstown, 29 maggio 1883 – Schenectady, 4 dicembre 1948) è stato un fisico e ingegnere statunitense che riscoprì la regola matematica che prende il nome di Legge di Benford.

## Opere
- (EN) The Law of Anomalous Numbers, in Proc. Amer. Phil. Soc., 1938.